# Герман Файнер
Герман Файнер (англ. Herman Finer; нар. 24 лютого 1898, Герца, Румунське королівство — пом. 4 березня 1969, Чикаго, США) — англо-американський політолог і теоретик у галузі державного управління.

## Біографія
Герман Файнер народився в бідній єврейській родині, яка залишила Румунію коли він був ще дитиною і влаштувалася в Лондоні. Тут батько Файнера тримав крамницю зеленщика на невеликому ринку на вулиці Чепел-Стріт в лондонському районі Іслінгтона. Батьки Файнера загинули під час нальоту німецької авіації на Лондон в січні 1945 року.
У 1920 році Герман Файнер закінчив школу економіки Лондонського університету і викладав там же до 1942 року. У роки навчання виступав за університетську команду з боксу в легкій вазі. Був активним членом Лейбористської партії, брав участь в роботі Лондонського муніципалітету. Одним з перших увів в університетах Великої Британії викладання порівняльної політології та управління суспільством як академічних предметів.
У 1946—1965 роках — професор суспільствознавства (social sciences) Чиказького університету. У повоєнні роки отримав широку популярність як радіоведучий трансльованого з Чиказького університету круглого столу щодо політичних проблем (University of Chicago Round Table). Підготував і вів серію телепередач «Уряд і людська природа» (Government and Human Nature). Окремі з цих радіопередач і телепередач були випущені в книжковій формі.
Герман Файнер є автором багатьох монографій з різних питань політології, теорії державного управління, суспільствознавства, урядового пристрої різних країн, структури італійського фашизму, а також підручника політології для університетів «Теорія і практика сучасного уряду» (з 1932 року), книг «Італія Муссоліні» (1923), «Президентство: криза та відродження» (1960) та інших.
Будучи прихильником фабіанського соціалізму, відповів на антисоціалістичну книгу Фрідріха фон Хайєка «Дорога до рабства» роботою «Дорогою до реакції» (Road to Reaction, 1945), в якій доводив, що державне планування і соціальний захист не суперечать принципам демократії.
В книзі «Призначення Америки» (america's Destiny, 1947) розглядав теоретичну можливість «світового уряду», припустивши, що об'єднання принаймні західноєвропейських країн зі створенням єдиного уряду з загальних питань безпеки та економіки цілком можливо вже в найближчому майбутньому.
Молодший брат Германа Файнера — видатний британський політолог та історик Семюел Файнер, автор монументальної «Історії уряду з найдавніших часів» (The History of Government from the Earliest Times) в 3-х томах (1997). Племінник — Джеремі Файнер (нар. 1955), британський музикант (банджо, гітара, саксофон), один із засновників The Pogues.

## Дискусія Фрідріха—Файнера
Наприкінці 1930-х — початку 1940-х років Герман Файнер був учасником відомої наукової дискусії з професором Гарвардського університету політологом Карлом Джокімом Фрідріхом (Carl Joachim Friedrich, 1901—1984) по проблемі відповідальності та звітності представників влади і державних службовців (The Friedrich—Finer Debate). Початок цієї дискусії сходить до 1935 року, коли К. Дж. Фрідріх ненавмисно почав суперечку з Р. Файнером щодо взаємин між міністрами і державними службовцями (так як дискусія носила трансатлантичний характер, вона виявилася термінологічно досить заплутаною). Центральним питанням дискусії стало співвідношення відповідальності і підзвітності в питаннях управління.
Фрідріх стверджував, що для підтримки відповідальності державних посадових осіб традиційні контрольні та наглядові процедури малоефективні і не є необхідними так як більшість державних службовців є професіоналами, які добре розуміють необхідність тих чи інших дій в інтересах держави; в свою чергу Файнер наполягав на тому, що громадський контроль і коригування діяльності представників влади є невід'ємною частиною демократичної системи. Відповідно, Файнер наполягав на детальному виконавчому контролі над діями представників влади, тоді як Фрідріх робив акцент на професіоналізм управлінців.
Фрідріх вважав, що складність сучасного процесу управління вимагає, щоб в цілях стимулювання ініціативи керівники несли повну відповідальність як за свої дії, так і за відсутність них, навіть з ризиком вчинення серйозних помилок. При цьому, вони повинні бути зобов'язані дотримуватися своєї технічної компетенції навіть якщо вона входить у конфлікт з вказівками вищестоящих інстанцій. Нюанси державного управління настільки численні і складні, що вони просто не можуть бути підвладні повному громадському контролю.
Файнер в свою чергу вважав, що запропонована Фрідріхом стратегія в кінцевому рахунку призведе до протистояння офіційних осіб і політичних партій, до конфлікту між електоратом і виконавчими органами. Технічна компетентність не є обґрунтуванням управління. Оскільки технічні знання в області управління застосовуються лише у разі їх суспільної необхідності, будь-яке інше їх використання, ніж за прямим або відповідному вимогам суспільства слід визнати безвідповідальним. Файнер, таким чином, розглядав саму можливість присутності непідвладного громадського контролю процесу управління несумісним з базовими принципами демократичного суспільства.
Сучасні історики державного управління зводять так звані «Три закони Бюрократії» (Three Laws of Burocratics) саме до цього дебату, хоч їх безпосереднім джерелом і послужили азимовські «Три закони робототехніки» (Three Laws of Robotics).

## Книги Р. Файнера
- Foreign Governments at Work: An introductory study (The world of to-day). Іноземні уряди в дії. Oxford University Press, 1921.
- Representative Government and a Parliament of Industry: A study of the German Federal Economic Council. Представницькі уряди і парламент індустрії: дослідження німецької федеральної економічної ради. G. Allen and Unwin, Limited, 1923.
- Mussolini's Italy: A Classic Study of the Non-Communist One-Party State. Італія Муссоліні: класичне дослідження некомуністичної однопартійної держави. Victor Gollanz Ltd.: Лондон, 1923, 1934; Henry Holt, 1936; Grosset & Dunlap, 1950; Універсальний 1965; Grosset & Dunlap, 1965.
- The Theory and Practice of Modern Government (у двох томах). Теорія і практика сучасного уряду. Methuen & Co.: Лондон, 1932; Dial Press, Inc.: Лондон, 1934; Methuen, 1954; Greenwood Press, 1971.
- The case against proportional representation (Fabian tract). Доводи проти пропорційного представництва. The Fabian Society, 1932, 1935.
- Municipal trading: a study in public administration. Муніципальний трейдинг: дослідження громадського управління. George Allen & Unwin: Лондон, 1941; Style Press: Лондон, 2007.
- The British Civil Service. An introductory essay. Британське самоврядування. The Fabian Society, 1927; The Fabian Society and Allen and Unwin: Лондон, 1937.
- The Rise of Italian Facism, 1918—1922. Підйом італійського фашизму. Methuen & Co. Ltd., 1938.
- The Democratic and the Fascist Idea of Government. Демократична і фашистська ідея уряду. 1938.
- The T. V. A.: Lessons for International Application. Уроки для міжнародного застосування (телепередача). International Labour Office, 1944; Da Capo Press, 1972.
- Road to reaction. Дорогою до реакції. 1945; Greenwood Press, 1977.
- English Local Government. Англійське місцеве управління. Methuen, 1946, 1950.
- The Future of Government (продовження The Theory and Practice of Modern Government). Methuen, 1946, 1949.
- The United Nations Economic and Social Council (No. 12). Економічна і соціальна рада ООН. World Peace Foundation, 1946; Greenwood Press, 1973.
- The French Revolution vs. the Russian Revolution: A radio discussion by Herman Finer, Gottschalk Louis and Julian Towster. Французька революція в порівнянні з російською революцією, текст радіобесіди. The University of Chicago Round Table, 1947.
- Edmund James J. Lectures on Government. Лекції про уряд Едмунда Джеймса. Fourth Series. Urbana: University of Illinois Press, 1947.
- America's Destiny. Призначення Америки. McMillan Co: Нью-Йорк, 1947; Kessinger Publishing, 2005.
- How Can We Lessen East-West Tensions?: An NBC radio discussion (University of Chicago Round Table). Яким чином ми можемо зменшити напруженість між Сходом і Заходом? Радиобеседа. University of Chicago, 1952.
- Can Europe Unite?: An NBC radio discussion (University of Chicago Round Table). Чи може Європа об'єднатися? Радіобесіда. University of Chicago, 1952.
- Governments of Greater European Powers. Уряди великих європейських держав. 1956.
- The Presidency. Crisis and regeneration. An Essay in possibilities. Президентство: криза та відродження. University of Chicago Press: Чикаго, 1960, 1974.
- Administration and the Nursing Services. Адміністрація та сестринська служба. Macmillan: Нью-Йорк, 1959, 1961.
- The Major Governments of Modern Europe. Основні уряди сучасної Європи. Row, Peterson, 1962.
- Dulles over Suez, the Theory and Practice of his Diplomacy. Аллен Даллес з питання Суецького каналу: теорія і практика його дипломатії. Heinemann: Лондон, 1964; Quadrangle Books: Чикаго, 1964.
- The T. V. A.: Franklin D. Roosevelt and the era of the New Deal. Франклін Делано Рузвельт і ера нових відносин (телепередача). Da Capo Press, 1972.